# 勝谷村
勝谷村（かつたにそん）は、鳥取県気高郡にあった自治体である。1896年（明治29年）3月31日までは気多郡に属した。

## 概要
現在の鳥取市鹿野町宮方・鹿野町今市・鹿野町岡木・鹿野町乙亥正・鹿野町寺内・鹿野町中園に相当する。河内川左岸および浜村川流域に位置した。
藩政時代には鳥取藩領の気多郡勝宿上郷（かちやどかみのごう）に属する玉川村・今市村・寺内村・宮方村・中園村、および勝宿下郷（かちやどしものごう）に属する木梨村・岡井村・梶掛村・重山村があった。

## 沿革
- 安永2年（1773年） - 妙見村が宮方村と改称する[1]。
- 1876年（明治9年）8月21日 - 島根県の管轄となる。
- 1877年（明治10年）5月22日[1]
  - 梶掛村と重山村が合併して乙亥正村となる。明治8年の干支「乙亥」の年に耕地整理により田を正したことから生まれた地名とされる[2]。
  - 岡井村と木梨村が合併して岡木村となる。
  - 玉川村が今市村に合併する。
- 1881年（明治14年）9月12日 - 鳥取県再置。
- 1883年（明治16年）3月 - 勝見村（後の正条村大字勝見）に置かれた連合戸長役場の管轄区域となる[3]。
- 1889年（明治22年）10月1日 - 町村制の施行により、今市村・宮方村・岡木村・乙亥正村・寺内村・中園村が合併して村制施行し、気多郡勝谷村が発足。旧村名を継承した6大字を編成し、役場を宮方村に設置[1][4]。
- 1896年（明治29年）4月1日 - 郡制の施行により、高草郡・気多郡の区域をもって気高郡が発足し、気高郡勝谷村となる。
- 1915年（大正4年）1月1日 - 「勝谷村大字◯◯村」から大字の「村」を削除し、「勝谷村大字◯◯」と改称[5]。
- 1929年（昭和4年）9月25日 - 役場位置を大字宮方字松河原155ノ1番地、156ノ1番地に変更[6]。
- 1955年（昭和30年）7月1日 - 鹿野町（初代）・小鷲河村と合併し、改めて鹿野町（2代）が発足。同日勝谷村廃止[7]。

## 行政

### 歴代村長
| 代                                                      | 氏名       | 就任年月日                 | 退任年月日                 | 備考 |
| ------------------------------------------------------- | ---------- | -------------------------- | -------------------------- | ---- |
| 初                                                      | 飯田秀仲   | 1889年（明治22年）11月13日 | 1892年（明治25年）3月2日   |      |
| 2                                                       | 小谷茂雄   | 1892年（明治25年）4月5日   | 1893年（明治26年）6月      |      |
| 3                                                       | 徳田榮三郎 | 1894年（明治27年）10月25日 | 1898年（明治31年）10月24日 |      |
| 4                                                       | 薄墨松太郎 | 1898年（明治31年）11月8日  | 1902年（明治35年）11月8日  |      |
| 5                                                       | 山名文藏   | 1902年（明治35年）11月14日 | 1906年（明治39年）11月14日 |      |
| 6                                                       | 薄墨松太郎 | 1906年（明治39年）12月13日 | 1908年（明治41年）2月21日  |      |
| 7                                                       | 恩田梅造   | 1908年（明治41年）3月11日  | 1908年（明治41年）4月21日  |      |
| 8                                                       | 谷口豊次郎 | 1908年（明治41年）5月2日   | 1908年（明治41年）8月29日  |      |
| 9                                                       | 戸板壽雄   | 1908年（明治41年）8月28日  | 1911年（明治44年）7月12日  |      |
| 10                                                      | 恩田梅造   | 1911年（明治44年）10月5日  | 1912年（明治45年）7月24日  |      |
| 11                                                      | 高木儀實   | 1912年（大正元年）         | 1913年（大正2年）2月6日    |      |
| 12                                                      | 中原守三郎 | 1913年（大正2年）2月3日    | 1914年（大正3年）4月28日   |      |
| 13                                                      | 飯田浅吉   | 1914年（大正3年）5月12日   | 1922年（大正11年）5月11日  |      |
| 14                                                      | 岡崎亀藏   | 1922年（大正11年）6月14日  | 1932年（昭和7年）5月23日   |      |
| 15                                                      | 鈴木三郎   | 1932年（昭和7年）6月4日    | 1936年（昭和11年）6月3日   |      |
| 16                                                      | 薄墨全迪   | 1936年（昭和11年）6月9日   | 1940年（昭和15年）6月8日   |      |
| 17                                                      | 中原勝己   | 1947年（昭和22年）4月6日   | 1948年（昭和23年）7月6日   |      |
| 18                                                      | 秦源吉     | 1948年（昭和23年）8月13日  | 1952年（昭和27年）8月12日  |      |
| 19                                                      | 田中修     | 1952年（昭和27年）8月13日  | 1955年（昭和30年）6月30日  |      |
| 参考文献 - 鹿野町誌. 別巻（鹿野町誌編集委員会、1995年） |            |                            |                            |      |

## 教育
- 勝谷村立勝谷小学校（後の鹿野町立勝谷小学校、2001年に統合により新・鹿野小学校となり閉校）

## 交通
- 最寄りの駅：浜村駅

## 人物
- 中原誠（将棋棋士、勝谷村生まれだが生後1か月で宮城県塩竈市に転居）